# Sveta Katarina (Puljski zaliv)
Sveta Katarina je eden od otokov v Puljskem zalivu. Administrativno pripada krajevnemu odboru Stinjan.
Sveta Katarina je bila sestavni del vojašnice Spomeniki. V času Jugoslavije je bil na otoku JRM, ki je postavil nekaj stavb, v katerih so bile različne šole in potapljaški objekti. Na otoku je bilo poveljstvo mornariške pehotne brigade, večina pa v stavbah na drugi strani mostu - na celini kompleksa. Na samem otoku je še vedno obstajala mešana divizija pristajalnih ladij, potapljačev in drugih pripomočkov.